# Municipio de Germany
El municipio de Germany (en inglés: Germany Township) es un municipio ubicado en el condado de Adams en el estado estadounidense de Pensilvania. En el año 2000 tenía una población de 2269 habitantes y una densidad poblacional de 80.2 personas por km².

## Geografía
El municipio de Germany se encuentra ubicado en las coordenadas 39°45′10″N 77°07′59″O / 39.75278, -77.13306.

## Demografía
Según la Oficina del Censo en 2000 los ingresos medios por hogar en la localidad eran de 46 806 dólares y los ingresos medios por familia eran $50 484. Los hombres tenían unos ingresos medios de $33 409 frente a los $24 274 para las mujeres. La renta per cápita para la localidad era de $17 636. Alrededor del 6.5% de la población estaban por debajo del umbral de pobreza.